# Ema Twumasi
Emmanuel Twumasi (Accra, 18 maggio 1997) è un calciatore ghanese, attaccante del Piast Gliwice.

## Carriera
Cresciuto nel settore giovanile del Right to Dream Academy, nel 2016 si trasferisce negli Stati Uniti dove gioca con i W.F. Demon Deacons, squadra della Wake Forest University da lui frequentata.
Dopo aver lasciato prematuramente il college sigla un contratto con la Major League Soccer tramite la Generation Adidas e nel 2018 viene selezionato dal FC Dallas nel SuperDraft. Debutta nella massima divisione statunitense l'8 luglio in occasione del match perso 2-0 contro il Real Salt Lake.

## Statistiche

### Presenze e reti nei club
Statistiche aggiornate al 26 settembre 2021.
| Stagione           | Squadra            | Campionato         | Campionato | Campionato | Coppe nazionali | Coppe nazionali | Coppe nazionali | Coppe continentali | Coppe continentali | Coppe continentali | Altre coppe | Altre coppe | Altre coppe | Totale | Totale |
| Stagione           | Squadra            | Comp               | Pres       | Reti       | Comp            | Pres            | Reti            | Comp               | Pres               | Reti               | Comp        | Pres        | Reti        | Pres   | Reti   |
| ------------------ | ------------------ | ------------------ | ---------- | ---------- | --------------- | --------------- | --------------- | ------------------ | ------------------ | ------------------ | ----------- | ----------- | ----------- | ------ | ------ |
| 2018               | FC Dallas          | MLS                | 1          | 0          | USCup           | 1               | 0               |                    | -                  | -                  |             | -           | -           | 2      | 0      |
| 2018               | OKC Energy         | USL                | 6          | 0          | USCup           | 0               | 0               |                    | -                  | -                  |             | -           | -           | 6      | 0      |
| 2019               | FC Dallas          | MLS                | 2          | 0          | USCup           | 0               | 0               |                    | -                  | -                  |             | -           | -           | 2      | 0      |
| 2019               | Austin Bold        | USL                | 20         | 4          | USCup           | 0               | 0               |                    | -                  | -                  |             | -           | -           | 20     | 4      |
| 2020               | Austin Bold        | USL                | 14         | 1          |                 | -               | -               |                    | -                  | -                  |             | -           | -           | 14     | 1      |
| Totale Austin Bold | Totale Austin Bold | Totale Austin Bold | 34         | 5          |                 | 0               | 0               |                    | -                  | -                  |             | -           | -           | 34     | 5      |
| 2020               | FC Dallas          | MLS                | 5          | 0          |                 | -               | -               |                    | -                  | -                  |             | -           | -           | 5      | 0      |
| 2021               | FC Dallas          | MLS                | 17         | 0          |                 | -               | -               |                    | -                  | -                  |             | -           | -           | 17     | 0      |
| Totale FC Dallas   | Totale FC Dallas   | Totale FC Dallas   | 25         | 0          |                 | 1               | 0               |                    | -                  | -                  |             | -           | -           | 26     | 0      |
| Totale carriera    | Totale carriera    | Totale carriera    | 65         | 5          |                 | 1               | 0               |                    | -                  | -                  |             | -           | -           | 66     | 5      |